# Esa Saario

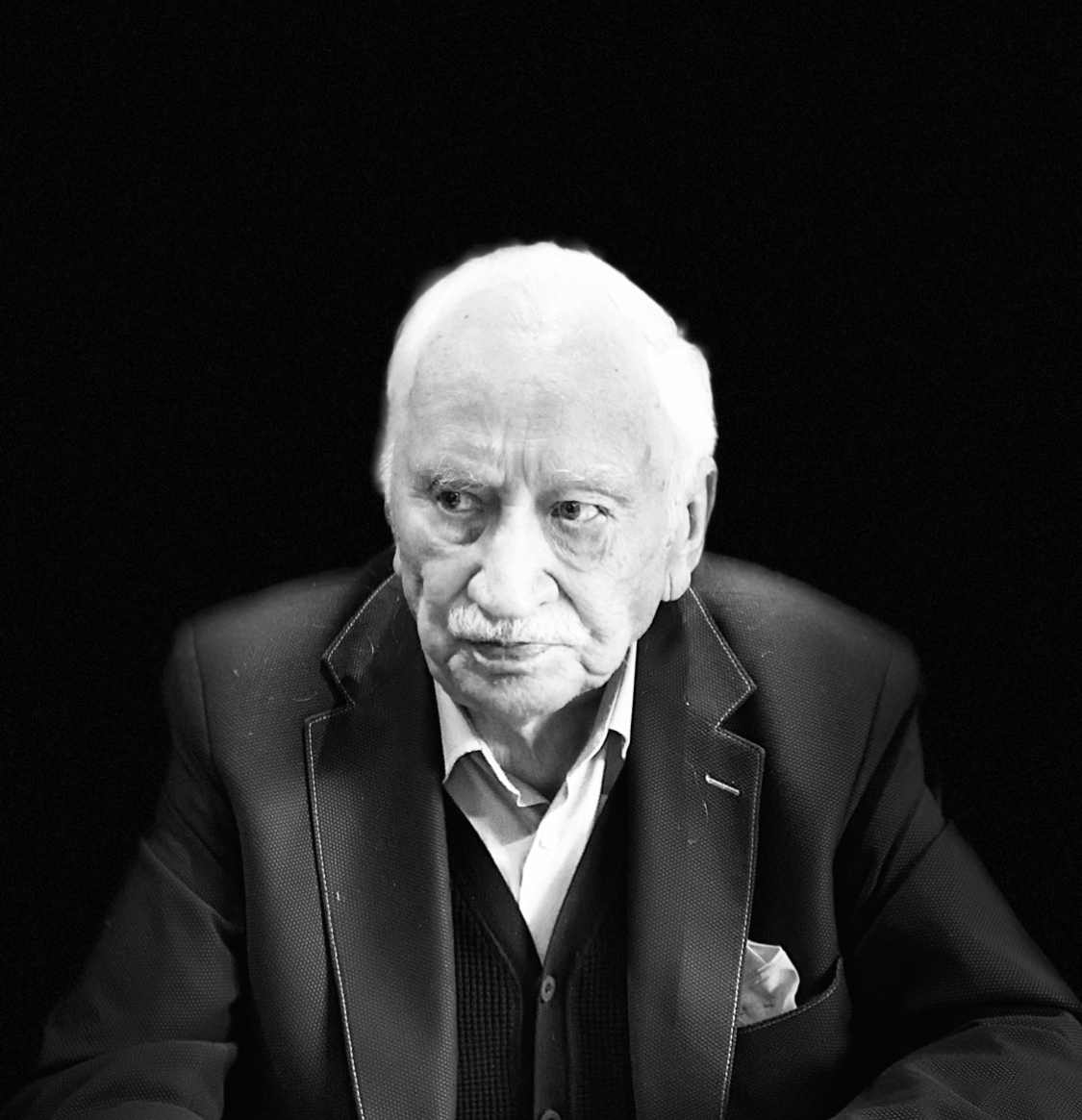
Esa Saario (2021)

Esa Matti Saario (geboren am 22. November 1931 in Nummi, Finnland) ist ein finnischer Schauspieler.

## Leben
Saario begann sein Schauspielstudium 1956 an der Theaterakademie in Helsinki. Der Direktor der Akademie, Wilho Ilmari, und andere Lehrer erlaubten Saario, aufgrund seiner außergewöhnlichen Begabung ein Schuljahr zu überspringen. Er machte seinen Abschluss in nur zwei Jahren.
Saario arbeitete von 1958 bis zu seiner Pensionierung 1997 als Schauspieler für das Finnische Nationaltheater. Die erste Rolle spielte er 1954, die letzte 2001. Saario hat im Laufe seiner Karriere in über 200 verschiedenen Rollen gespielt. Einige seiner denkwürdigsten Rollen auf der Bühne waren Orgon in Tartuffe, Malcom in Macbeth, Schauspieler/Priester in Hamlet und Amiens in Wie es euch gefällt.
Saario hat auch in mehreren Hörspielen des finnischen nationalen Senders Yleisradio (YLE) mitgewirkt. Zu seinen dramatischen Rollen im Radio gehören der Polizist Karhunen in Noita Nokinenä, Marvin in Per Anhalter durch die Galaxis und mehrere Rollen in Men in the Ministry.
Einige von Saarios bekanntesten Filmrollen sind der Politiker Janne Kivivuori in den Filmen Here, Under the North Star und Akseli und Elina. Saarios erste Rollen auf der Leinwand waren in den Filmen Sven Tuuva the Hero und Kankkulan Kaivolla. Im finnisch-deutsch-russisch-britischen Zeichentrickfilm Quest for a Heart – Die Reise der schrecklichen Rollies lieh er dem Dorfältesten seine Stimme.
Saario war auch Mitglied des Verbands finnischer Schauspieler (finnisch: Suomen näyttelijäliitto, schwedisch: Finlands skådespelarförbund), des Schauspielerrates des finnischen Nationaltheaters und des Rates des finnischen Nationaltheaters. Saario wurde die Ehrenmitgliedschaft von Nummi-Seura Ry, dem lokalen Nummi-Erbeverein, am 9. Juni 2020 verliehen. Der Vorstand von Nummi-Seura würdigte die wichtige und dauerhafte Arbeit von Saario für Nummi-Seura und für die Bewahrung des lokalen Nummi-Erbes für zukünftige Generationen.